# Матричная РНК
Ма́тричная рибонуклеи́новая кислота́ (мРНК, синоним — информацио́нная РНК, иРНК) — РНК, содержащая информацию о первичной структуре (аминокислотной последовательности) белков. мРНК синтезируется на основе ДНК в ходе транскрипции, после чего, в свою очередь, используется в ходе трансляции как матрица для синтеза белков. Тем самым мРНК играет важную роль в «проявлении» (экспрессии) генов.
Длина типичной зрелой мРНК составляет от нескольких сотен до нескольких тысяч нуклеотидов. Самые длинные мРНК отмечены у (+)оц РНК-содержащих вирусов, например пикорнавирусов — однако следует помнить, что у этих вирусов мРНК образует весь их геном.
ДНК нередко сравнивают с чертежами — и, одновременно, инструкциями — для изготовления белков. Развивая эту инженерно-производственную аналогию, можно сказать, что, если ДНК — «полный набор чертежей-инструкций для изготовления белков, находящийся на хранении в сейфе директора завода», то мРНК — «временная рабочая копия чертежа-инструкции для отдельной детали, выдаваемая в сборочный цех». ДНК содержат не детальный образ взрослого организма, а больше похожа на «рецепт» по его изготовлению, который применяется в зависимости от сложившихся текущих условий в ходе экспрессии генов — какие-то из полного набора инструкций используются, а какие-то — нет.

## История открытия
К середине XX века были накоплены научные данные, которые позволили заключить, что структура белков кодируется участками ДНК — генами. Однако непосредственный механизм кодирования не был установлен.
Работы Ж. Браше (1944) и Т. Касперссона (1947) показали, что клетки, активно синтезирующие белок, содержат большое количество РНК в цитоплазме. Впоследствии выяснилось, что это относится главным образом к рибосомальной РНК, а не к мРНК, количество которой в клетке относительно невелико. Тем не менее, это наблюдение связывало между собой ДНК, РНК и белок и, вероятно, сыграло роль в предположении о возможной роли РНК как посредника, способного переносить информацию от ДНК в ядре к аппарату биосинтеза белка в цитоплазме.
В это же время были открыты рибосомы — рибонуклеопротеидные частицы, синтезирующие белок. Было сделано предположение о том, что гены транскрибируются в РНК рибосом, которые и служат матрицами для синтеза белка. Однако в 1956—1958 годах А. Белозерский и А. Спирин, проведя сравнительный анализ нуклеотидного состава ДНК и РНК ряда микроорганизмов, показали, что, при больших вариациях в составе ДНК, РНК разных видов были довольно похожи. Это указывало на то, что основная масса клеточной РНК (рРНК) не отражает нуклеотидный состав ДНК данного организма и не может служить матрицей для синтеза белков. В то же время авторам удалось наблюдать слабую положительную корреляцию между составом ДНК и РНК при больших различиях между видами. Это позволило им предположить, что в клетке, помимо рРНК, существует ещё одна небольшая фракция РНК, которая может быть посредником при экспрессии генов.
Эллиот Волкин и Лазарь Астрачан независимо друг от друга пришли к сходным выводам: они обнаружили, что при заражении бактериальных клеток бактериофагом Т2 они полностью переключаются на синтез белков вируса. В то время как большая часть РНК клетки-хозяина остаётся неизменной, после заражения синтезируется небольшое количество короткоживущей РНК, сходной по нуклеотидному составу с ДНК фага.
В 1961 году несколькими группами исследователей было прямо доказано существование короткоживущего РНК-посредника, близкого по структуре к генам в ДНК, который служит матрицей для синтеза белка, связываясь с рибосомами.

## «Жизненный цикл»
Жизненный цикл молекулы мРНК начинается её «считыванием» с матрицы ДНК (транскрипция) и завершается её деградацией до отдельных нуклеотидов. Молекула мРНК в течение своей жизни может подвергаться различным модификациям перед синтезом белка (трансляцией). Эукариотические молекулы мРНК часто требуют сложной обработки и транспортировки из ядра — места синтеза мРНК, на рибосомы, где происходит трансляция, в то время как прокариотические молекулы мРНК этого не требуют и синтез РНК у них сопряжён с синтезом белка.

### Транскрипция
Транскрипцией называют процесс копирования генетической информации с ДНК на РНК, в частности на мРНК. Транскрипция осуществляется ферментом РНК-полимеразой, строящей, согласно принципу комплементарности, копию участка ДНК на основании одной из цепей двойной спирали. Этот процесс как у эукариот, так и у прокариот организован одинаково. Основное различие между про- и эукариотами состоит в том, что у эукариот РНК-полимераза во время транскрипции ассоциируется с мРНК-обрабатывающими ферментами, поэтому у них обработка мРНК и транскрипция могут проходить одновременно. Короткоживущие необработанные или частично обработанные продукты транскрипции называются пре-мРНК; после полной обработки — зрелая мРНК.

### Созревание эукариотической мРНК
В то время как мРНК прокариот (бактерий и архей), за редкими исключениями, сразу готовы к трансляции и не требуют специальной обработки, эукариотические пре-мРНК подвергаются интенсивным модификациям. Так, одновременно с транскрипцией происходит добавление на 5'-конец молекулы РНК специального модифицированного нуклеотида (кэпа), удаление определённых участков РНК (сплайсинг), а также добавление на 3'-конец адениновых нуклеотидов (так называемый полиадениновый, или поли(А)-, хвост). Обычно эти посттранскрипционные изменения мРНК эукариот обозначают термином «процессинг мРНК».
Кэпирование является первым этапом процессинга мРНК. Оно осуществляется, когда синтезируемый транскрипт достигает длины 25—30 нуклеотидов. Сразу после присоединения кэпа к 5'-концу транскрипта с ним связывается кэп-связывающий комплекс CBC (англ. cap binding complex), который остаётся связанным с мРНК до завершения процессинга и важен для всех последующих его этапов. В процессе сплайсинга из пре-мРНК удаляются не кодирующие белок последовательности — интроны. Полиаденилирование необходимо для транспорта большинства мРНК в цитоплазму и защищает молекулы мРНК от быстрой деградации (увеличивает время их полужизни). Лишённые поли(А)-участка молекулы мРНК (например, вирусные) быстро разрушаются в цитоплазме клеток эукариот рибонуклеазами.
После завершения всех стадий процессинга мРНК проходит проверку на отсутствие преждевременных стоп-кодонов, после чего она становится полноценной матрицей для трансляции. В цитоплазме кэп узнаётся факторами инициации, белками, отвечающими за присоединение к мРНК рибосомы, полиадениновый хвост связывается со специальным поли(А)-связывающим белком PABP1.

#### Сплайсинг
Сплайсинг — процесс, в котором из пре-мРНК удаляются участки, не кодирующие белок, называемые интронами; последовательности, которые остаются, несут информацию о структуре белка и называются экзонами. Иногда продукты сплайсинга пре-мРНК могут быть соединены разными способами, позволяя одному гену кодировать несколько белков. Этот процесс называется альтернативным сплайсингом. Сплайсинг обычно производится РНК-белковым комплексом, который называется сплайсосома, но некоторые молекулы мРНК также могут катализировать сплайсинг без участия белков (см. рибозимы).

#### Транспорт
Другое различие между эукариотами и прокариотами — транспорт мРНК. Из-за того, что эукариотические транскрипция и трансляция пространственно разделены, эукариотические мРНК должны быть выведены из ядра в цитоплазму. Зрелые мРНК распознаются по наличию модификаций и покидают ядро через ядерные поры, в цитоплазме мРНК образует нуклеопротеидные комплексы — информосомы, в составе которых транспортируется к рибосомам. Многие мРНК содержат сигналы, которые определяют их локализацию. В нейронах мРНК должна транспортироваться из тела нейронов в дендриты, где трансляция происходит в ответ на внешние раздражители.
Экспорт мРНК осуществляется при участии комплекса транспортных факторов Mex67—Mtr2 (у дрожжей) или TAP—p15 (у многоклеточных). Однако этот комплекс связывает мРНК не напрямую, а через адаптерный белок Yra1 (у дрожжей) или ALY/REF (у многоклеточных), который является одной из субъединиц белкового комплекса TREX. В свою очередь, TREX привлекается в комплекс с мРНК за счёт прямого взаимодействия ALY/REF с CBC80 субъединицей кэп-связывающего комплекса. Такой механизм обеспечивает присоединение транспортного комплекса близко к 5'-концу мРНК и соответствующую направленность её транспорта, 5'-концом в сторону цитоплазмы.

### Метилирование
мРНК эукариот подвергаются посттранскрипционному метилированию. Наиболее распространённой модификацией является метилирование остатков аденозина по положению N6 с образованием N6-метиладенозина (m6A). Этот процесс катализируют ферменты N6-аденозинметилтрансферазы, которые распознают остатки аденозина в консенсусных последовательностях GAC (70 % случаев) и AAC (30 % случаев). Соответствующие деметилазы катализируют обратный процесс деметилирования. Учитывая обратимость и динамичность процесса метилирования мРНК, а также повышенную концентрацию m6A в длинных экзонах и вокруг стоп-кодонов, предполагают, что метилирование мРНК выполняет регуляторную функцию.

### Трансляция
Поскольку прокариотическая мРНК не нуждается в обработке и транспортировке, трансляция рибосомой может начаться немедленно после транскрипции. Следовательно, можно сказать, что трансляция у прокариот совмещена с транскрипцией и происходит ко-транскрипционно.
Эукариотическая мРНК должна быть обработана и доставлена из ядра в цитоплазму, и только тогда может быть транслирована рибосомой. Трансляция может происходить как на рибосомах, находящихся в цитоплазме в свободном виде, так и на рибосомах, ассоциированных со стенками эндоплазматического ретикулума. Таким образом, у эукариот трансляция не совмещена напрямую с транскрипцией.

### Регуляция трансляции
Так как у прокариот транскрипция совмещена с трансляцией, прокариотическая клетка может быстро реагировать на изменения в окружающей среде путём синтеза новых белков, то есть регуляция происходит, в основном, на уровне транскрипции. У эукариот из-за необходимости процессинга и транспорта мРНК ответ на внешние стимулы занимает больше времени. Поэтому их синтез белка интенсивно регулируется на посттранскрипционном уровне. Не всякая зрелая мРНК транслируется, поскольку в клетке существуют механизмы регуляции экспрессии белков на посттранскрипционном уровне, например, РНК-интерференция.
Некоторые мРНК в действительности содержат два тандемных терминаторных кодона (стоп-кодона) — часто это кодоны различного типа на конце кодирующей последовательности.

## Строение зрелой мРНК
Зрелая мРНК состоит из нескольких участков, различающихся по функциям: «5'-кэп», 5'-нетранслируемая область, кодирующая (транслируемая) область, 3'-нетранслируемая область и 3'-полиадениновый «хвост».

### 5'-Кэп
5'-кэп (от англ. cap — шапочка) — модифицированный гуанозиновый нуклеотид, который добавляется на 5'- (передний) конец незрелой мРНК. Эта модификация очень важна для узнавания мРНК при инициации трансляции, а также для защиты от 5'-нуклеаз — ферментов, разрушающих цепи нуклеиновых кислот с незащищённым 5'-концом.

### Кодирующие области
Кодирующие области состоят из кодонов — следующих непосредственно друг за другом последовательностей из трёх нуклеотидов, каждая из которых соответствует в генетическом коде определённой аминокислоте или началу и концу синтеза белка. Кодирующие области начинаются со старт-кодона и заканчиваются одним из трёх стоп-кодонов. Считывание последовательности кодонов и сборка на её основе последовательности аминокислот синтезируемой молекулы белка осуществляется рибосомами при участии транспортных РНК в процессе трансляции. В дополнение к кодированию белков, части кодирующих областей могут служить управляющими последовательностями. Например, вторичная структура РНК в некоторых случаях определяет результат трансляции.

### Моноцистронная и полицистронная мРНК
мРНК называют моноцистронной, если она содержит информацию, необходимую для трансляции только одного белка (один цистрон). Полицистронная мРНК кодирует несколько белков. Гены (цистроны) в такой мРНК разделены интергенными, некодирующими последовательностями. Полицистронные мРНК характерны для прокариот и вирусов, у эукариот большая часть мРНК является моноцистронной.

### Нетранслируемые области
Нетранслируемые области — участки РНК, расположенные до старт-кодона и после стоп-кодона, которые не кодируют белок. Они называются 5'-нетранслируемая область и 3'-нетранслируемая область, соответственно. Эти области транскрибируются в составе того же самого транскрипта, что и кодирующий участок. Нетранслируемые области имеют несколько функций в жизненном цикле мРНК, включая регуляцию стабильности мРНК, локализации мРНК и эффективности трансляции. Стабильность мРНК может контролироваться 5'- и/или 3'-областью из-за различной чувствительности к ферментам, которые отвечают за деградацию РНК — РНКазам и регуляторным белкам, которые убыстряют или замедляют деградацию.

### 3'-полиадениновый хвост
Длинная (часто несколько сотен нуклеотидов) последовательность адениновых оснований, которая присутствует на 3'-«хвосте» мРНК эукариот, синтезируется ферментом полиаденилатполимеразой. У высших эукариот поли(А)-хвост добавляется к транскрибированной РНК, которая содержит специфическую последовательность, AAUAAA. Важность этой последовательности можно увидеть на примере мутации в гене человеческого 2-глобина, которая изменяет AAUAAA на AAUAAG, что приводит к недостаточному количеству глобина в организме.

## Вторичная структура
Кроме первичной структуры (последовательности нуклеотидов), мРНК обладает вторичной структурой. В отличие от ДНК — вторичная структура которой основана на межмолекулярных взаимодействиях (двойная спираль ДНК образована двумя линейными молекулами, соединёнными друг с другом по всей длине водородными связями), — вторичная структура мРНК основана на внутримолекулярных взаимодействиях (линейная молекула «складывается», и водородные связи возникают между разными участками одной и той же молекулы).
Примерами вторичной структуры могут служить стебель, петля и псевдоузел.
Вторичные структуры в мРНК служат для регуляции трансляции. Например, вставка в белки необычных аминокислот, селенометионина и пирролизина, зависит от стебля-петли, расположенной в 3'-нетранслируемой области. Псевдоузлы служат для программированного изменения рамки считывания генов. Также вторичная структура служит для замедления деградации определённых мРНК
В вирусных мРНК сложные вторичные структуры (IRES) направляют трансляцию, не зависящую от узнавания кэпа и факторов инициации трансляции (см. «Инициация трансляции»).

## Разрушение
Различные мРНК имеют различную продолжительность жизни (стабильность). В клетках бактерий молекула мРНК может существовать от нескольких секунд до более чем часа, а в клетках млекопитающих — от нескольких минут до нескольких дней. Чем больше стабильность мРНК, тем больше белка может быть синтезировано с данной молекулы. Ограниченное время жизни мРНК клетки позволяет быстро изменять синтез белка в ответ на изменяющиеся потребности клетки. По прошествии некоторого времени, определяемого её нуклеотидной последовательностью, — в частности, длиной полиаденинового участка на 3'-конце молекулы, — мРНК разрушается на составляющие её нуклеотиды с участием РНКаз. К настоящему времени известно много механизмов деградации мРНК, некоторые из которых описаны ниже.

### Деградация мРНК у прокариот
У прокариот стабильность мРНК намного меньше, чем у эукариот. Деградация мРНК в клетках прокариот происходит под действием комбинации рибонуклеаз, в том числе эндонуклеаз, 3'-экзонуклеаз и 5'-экзонуклеаз. В некоторых случаях малые молекулы РНК длиной от десятков до сотен нуклеотидов могут стимулировать деградацию мРНК, комплементарно спариваясь с соответствующими последовательностями в мРНК и содействуя рибонуклеазам . В 2008 году было показано, что бактерии имеют нечто вроде кэпа — трифосфат на 5'-конце. Удаление двух фосфатов оставляет монофосфат на 5'-конце, в результате чего мРНК расщепляется эндонуклеазой РНКаза E.

### У эукариот
Как правило, разрушение начинается с удаления кэпа на 5'-конце, полиаденинового хвоста на 3'-конце, и затем нуклеазы одновременно разрушают мРНК в направлениях 5' → 3' и 3' → 5'. мРНК, в которой сигнал завершения синтеза белка, стоп-кодон, в результате ошибки транскрипции находится в середине кодирующей последовательности, подвержена особой быстрой форме деградации, НМД.

## Методы определения
В последнее время разработаны очень чувствительные методы, позволяющие проанализировать транскриптом из образцов размером в 50—100 клеток.